# Convent de Santa Clara de Manresa
El convent de Santa Clara, formalment Nostra Senyora dels Àngels i Santa Clara, és un antic convent de la ciutat de Manresa (Bages) protegit com a bé cultural d'interès local.
Es troba en un extrem del raval de les Escodines, en l'antic camí de Barcelona, entre els barris de les Escodines i la Balconada, sobre la terrassa fluvial que dona al Cardener. El temple, és una construcció romànica tardana, probablement de finals del segle xiii o principis del XIV, que compta amb un interessant portal on s'insinuen trets goticitzants; la part moderna de l'edifici conventual és obra de l'arquitecte Alexandre Soler i March. L'edifici, que actualment alberga un centre de dia de salut mental.

## Arquitectura

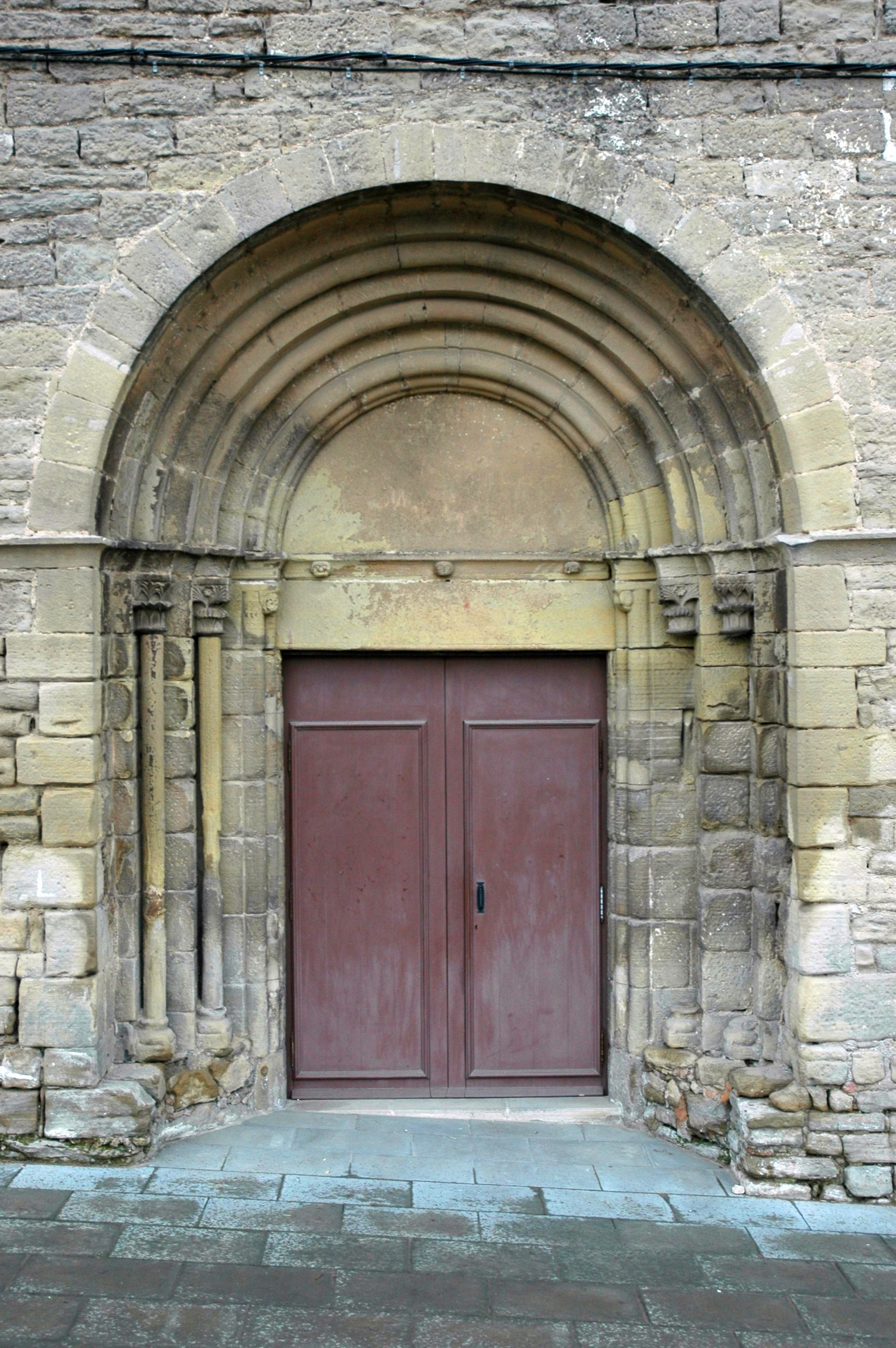
Porta romànica de la capella

Conjunt arquitectònic treballat en pedra i amb elements decoratius de maó al voltant de l'estructura i a les obertures. La façana principal es divideix en cinc cossos, tres dels quals sobresurten, tant en relleu com en alçada. Els dos cossos més extrems són llisos a la part inferior i en la superior contenen una decoració a mòduls d'arc mig apuntat amb la repetició d'aquesta figura per triplicat en l'interior. El cos central té obertures en tota la superfície, ressaltades amb l'ornamentació del maó. Els dos cossos més enfonsats també presenten obertures en els diferents pisos, on s'altera la decoració.

### Església
Construcció romànica tardana, amb un interessant portal on s'insinuen trets goticitzants. D'una nau, amb volta apuntada de pedra, sobreaixecada. Prolongada per l'oest amb un cos de dues alçades, amb arcs torals apuntats i cor recolzat en arcs rebaixats. Capelles laterals al presbiteri, que està sobreaixecat.
Adossades a l'església seguint l'alineació del Carrer Nou de Santa Clara (façana nord) hi ha unes dependències construïdes en carreus de pedra amb dos portals adovellats, per on es fa actualment l'accés al convent.

### Portada romànica
Portada que presenta arcs en degradació amb tres arquivoltes que descansen sobre una sola imposta que recorre tota la portalada. Les columnes que suporten les arquivoltes són coronades per capitells d'esculturació simple i senzilla. De les sis columnes de què constava aquest portal, actualment només n'hi ha quatre, ja que en manca una per banda. El timpà no presenta ornamentació. És un portal que podria haver estat obrat posteriorment al període romànic.

### Convent
La part antiga del convent és una monumental construcció gòtica inacabada, de mitjan segle xiv. L'edifici nou, construït paral·lelament a l'altre cos, és de grans proporcions, format per tres cossos rematats de forma escalonada, units per dos cossos més baixos a manera de passadissos, ordenats simètricament i de quatre plantes d'alçada. És una construcció en maó vist i paredat comú, seguint el llenguatge modernista-historicista. Un pati interior separa els dos edificis conventuals.

## Història
Fundat l'any 1322 com a convent de monges menoretes o clarisses, s'instal·là vora una antiga capella romànica dedicada a dos sants guaridors, Sant Blai i Sant Llàtzer, que havia servit d'hospital o llatzeret d'empestats. En un principi fou habitat per una comunitat de cinc monges, sent Alamanda de Vilafreser la primera abadessa d'aquest convent fins a l'any 1350.
El 1342 comencen les obres del claustre amb el suport reial.
L'any 1346 hi havia a la comunitat setze religioses, però aquesta xifra va disminuir considerablement a començament del segle xv degut a les lluites polítiques que hi havia. Acabat aquest període, tornaren les monges al monestir, on estigueren fins a l'any 1462 en què la guerra contra Joan II el Sense Fe les va fer abandonar de nou el monestir i recollir-se dins dels murs de la ciutat mentre dura aquesta. A principi del segle següent integraven el capítol al voltant de mitja dotzena de monges, fins que al 1546 només n'hi restaren dues. Amb la mort l'any 1599 de la darrera i única monja, sor Jerònima Parés, morí també el monestir de sors menoretes de Santa Clara.
El 1602, gràcies als esforços dels manresans perquè el monestir tornés a tenir vida, s'aconseguí arribar a un acord amb el convent dels Àngels de Barcelona. D'aquesta manera s'instal·laren les primeres cinc religioses dominiques i el convent adoptà el nom formal de Nostra Senyora dels Àngels i Santa Clara. Aleshores es van fer diverses obres i importants millores com l'engrandiment del presbiteri de l'altar major, on es posà un altar de la Mare de Déu dels Àngels i Sant Domènec, el qual fou cremat pels francesos el dia de la seva entrada a Manresa l'any 1811.
A principis del segle XX es feren importants construccions dins del recinte del convent, per ampliar les dependències i fou quan s'edificà l'ala modernista seguint el projecte de l'arquitecte Soler i March.
L'any 1987 una línia de torbonada de 137 km/h, va deixar pràcticament en ruïnes l'edifici i les condicions de vida de la comunitat van quedar en un estat tan precari que va fer plantejar el seu tancament. La solidaritat dels manresans junt amb un gran nombre de persones i amics de l'orde de les dominiques, va fer possible dur a terme una nova restauració de l'edifici. Es va aprofitar per elaborar un seriós pla d'intervenció per tal de resoldre, a la vegada que es restaurava l'edifici, altres problemes estructurals de fons i adequar les instal·lacions als usos i necessitats actuals. Es va procedir a habilitar una extensió menor tenint en compte l'excés de superfície construïda, ensorrar afegits inútils de poc valor històric i deixar sense ús determinades zones del convent. També s'introduïren novetats com la torre d'escala i la caixa de l'ascensor.
Actualment hi resideix una comunitat de cinc monges dominiques de l'orde dels Predicadors.